# Хеттрик (футбол)
Хеттрик (на английски: hat-trick) във футбола е термин, който означава отбелязването на три гола от един играч в рамките на един мач, като в това число влизат и двете продължeния при равен резултат в редовното време, но не и изпълнeнието на дузпи след продълженията. Традицията повелява този играч да получи топката от мача след неговия край. В последно време терминът се използва и за спечелването на три поредни титли от един отбор или играч.

## Произход
Терминът води началото си от крикета. През 1858 г. англичанинът Хитфилд Стивънсън става първият (за който се знае) подавач, който в три последователни хвърляния изважда батсман от играта. След срещата той получава като награда за своето постижение една шапка (hat).

## Видове хеттрик
Безупречен, немски или чист хеттрик се нарича ситуацията, при която един играч отбелязва три гола в рамките на едно полувреме (или продължение) без между тях друг играч от собствения или противниковия отбор да вкара гол. Това е и оригиналното определение за хеттрик в немскоговорещите страни, докато в англоговорещите (и в България) са достатъчни три гола без значение дали между тях има други попадения или дали са отбелязани в едно и също полувреме.
Класически, перфектен или златен хеттрик се нарича ситуацията, при която играчът отбелязва по един гол с двата крака и с глава. Същото важи и за по един гол с глава, с крак от игра и от пряк свободен удар или дузпа.

## Рекордьори
- Най-бързият хеттрик в Англия е дело на Садио Мане срещу Астън Вила. Той вкарва 3 гола за 2 минути и 56 секунди.

- Първият хеттрик в мач между национални отбори отбелязва играещият за Австрия англичанин Чарлз Стансфийлд. Това става в мача срещу Унгария на 9 октомври 1904 г.

- Първият играч с хеттрик за България е Асен Панчев през 1932 г. срещу Франция.

- Най-бързият хеттрик в историята на футбола е дело на шотландеца Томи Рос. Той вкарва три гола за 90 секунди за отбора на Рос Каунти срещу Нерн Каунти на 28 ноември 1964 г. Любопитното е, че този рекорд е признат за такъв цели 40 години след поставянето му. Рос не регистрира рекорда си своевременно, защото погрешно мислел, че за целта на мача трябвало да присъстват двама души, които отбелязват времето, а единственият хронометрист на мача бил съдията.[2] Преди регистрацията на рекорда официално за автор най-бързия хеттрик е считан ирландецът Джими О'Конър (134 секунди), а за неофициален рекордьор – шведът Магнус Арвидсон (95 секунди).

- Берт Патенод от САЩ отбелязва първия хеттрик на световно първенство в Уругвай - на 19 юли 1930 срещу Парагвай. Този рекорд също е признат за такъв след много години – едва в края на 2006 г., защото тогава ФИФА признава за гол на Патенод попадение, дотогава запидано на името на негов съотборник.

- Шандор Кошич (Унгария, СП 1954), Жюст Фонтен (Франция, СП 1958), Герд Мюлер (ФРГ, СП 1970) и Габриел Батистута ((Аржентина, СП 1994 и СП 1998) са единствените футболисти с два хеттрика на световни първенства. Общо хеттриковете на световни първенства са 48.

- Най-бързият хеттрик на световно първенство отбелязва Ласло Киш (Унгария, СП 1982) – 7 минути. Това е и единственият хеттрик, отбелязан от резерва.

- Мишел Платини (Франция) е единственият футболист с два хеттрика на европейски първенства (Евро 1984). Седем други футболисти имат по един хеттрик.

- През август 2013 г. бившият юношески национал на България от школата на Славия София Ивалин Гунчев от американския футболен клуб Миньор Чикаго, който се състезава в най-силната Мейджър дивизия на Премиер Сокър Лийг (Илйноис) отбелязва хеттрикове в четири поредни мача за първенство – по три гола в четири поредни мача. Вестник „България“ САЩ www.bulgaria-weekly.com